# Rechtsanwaltskammer
Eine Rechtsanwaltskammer, Anwaltskammer oder Advokatenkammer, kurz RAK, ist eine berufsständische Organisation der Rechtsanwaltschaft.

## Standesvertretungen
Auf internationaler Ebene bestehen mehrere Organisationen, wie zum Beispiel die International Bar Association, die Union Internationale des Avocats, die Inter-Pacific Bar Association, die International Federation of Women Lawyers und die International Lesbian, Gay, Bisexual, Transgender & Intersex Law Association.

## Struktur
Auf nationaler Ebene ist die Struktur der Anwaltskammern je nach Staat verschieden. In einigen Staaten besteht eine zentrale Organisationsstruktur; in anderen eine föderale Struktur mit einer Dachorganisation und ihren unabhängigen Mitgliedsorganisationen, wie zum Beispiel beim Österreichischen Rechtsanwaltskammertag und den Kammern der Bundesländer.

## Mitgliedschaft
In einigen Staaten besteht eine Zwangsmitgliedschaft für alle Anwälte. So müssen in Großbritannien Barrister, also Anwälte, die vor Gericht plädieren, einem der Inns of Court angehören. In anderen ist die Mitgliedschaft freiwillig, aber die Tätigkeit als Anwalt an bestimmte Bedingungen geknüpft. Wie beispielsweise in Neuseeland, wo der Anwalt zur Ausübung seines Berufes eine kostenpflichtige Zulassung der New Zealand Law Society erwerben muss. In wieder anderen ist die Mitgliedschaft vollkommen bedingungslos.

## Aufgaben
Die konkreten Aufgaben der Kammern sind je nach Rechtssystem des Staates unterschiedlich. Sie können zum Beispiel die wirtschaftliche und politische Interessenvertretung der Anwaltschaft, die Registrierung und/oder Zulassung von Anwälten, die Wahrnehmung berufsrechtlicher Aufgaben wie das Erstellen und Durchsetzen von Verhaltensregeln, Informationsangebote für die Mitglieder und deren Weiterbildung, die Mitwirkung an der Ausgestaltung des Rechtssystems und den Versicherungsschutz der Mitglieder umfassen.